# Olav H. Hauge
Olav Håkonson Hauge, né le 18 août 1908 à Ulvik et mort le 23 mai 1994 dans la même commune, est un poète norvégien.

## Biographie
Olav H. Hauge a vécu toute sa vie à Ulvik, village situé au cœur du Hardanger, où il exerçait la profession de jardinier et où il dirigeait un petit verger.
La nature du Hardanger (fjord, haut-plateau sauvage du Hardangervidda et glacier) joue un rôle important dans l'œuvre de Hauge. Autodidacte, il écrit dans un nynorsk fortement teinté de son dialecte natal du Hardanger, dont les sonorités peuvent se rapprocher de celles de l'islandais de la grande poésie scaldique. Les inspirations de Hauge sont pourtant loin d'être uniquement scandinaves : il a lu et adapté en norvégien de nombreux poètes étrangers. Tennyson, Yeats, R. Browning, Mallarmé, Rimbaud, Stephen Crane, Hölderlin, Georg Trakl, Paul Celan, Brecht ou encore Robert Bly ont ainsi été traduits en nynorsk par Olav H. Hauge. Il a aussi été fortement inspiré par la poésie classique chinoise.
D'une forme classique à ses débuts, Hauge s'est progressivement affranchi de tous les codes et a été un important rénovateur de la poésie norvégienne. Il a publié une quinzaine de recueils, ainsi que six volumes de traductions diverses. Il a tenu à partir de 1924 et jusqu'à sa mort un journal intime.
Le musicien norvégien Finn Coren a publié en 2008 un double album mettant en musique des textes de Hauge. L'écrivain Knut Olav Åmås a fait paraître en 2004 une biographie de Hauge qui fait autorité (prix Melsom en 2005) et qui est intitulée Mitt liv var draum, biographie tirée de sa thèse de doctorat et éditée chez Samlaget.

## Poèmes
TU ÉTAIS LE VENT
«Je suis un bateau

sans vent.

Tu étais le vent.

Étais-ce le cap que je devais prendre?

Qui se soucie du cap

quand on a un tel Vent!»
J'AI VÉCU ICI
«J’ai vécu ici bien plus qu’un âge d’homme.

Les années ont fait voile

avec le vent et les étoiles

dans les gréements.

Arbres et oiseaux

y ont bâti leur demeure.

Moi, pas.»
LE DIEU DE PIERRE
«Tu portes le dieu de pierre

au fond de toi.

Tu le sers fidèlement

et lui fais des offrandes en secret.

Tu lui portes

des couronnes de fleurs

et des bougies allumées

avec des mains pleines de sang,

et là encore tu connais

le gel

dans ton cœur,

tu sais que ton souffle

sera aussi dur

que le sien

et aussi froid,

ton sourire.»
(traduit par François Monnet)

## Traductions françaises
- Nord Profond (2008), traduit du néo-norvégien par François Monnet, éditions Bleu Autour.
- Cette nuit l’herbe est devenue verte (2007), traduit du néo-norvégien par Eva Sauvegrain et Pierre Grouix, éditions Rafael de Surtis.